# لويس مونتروسي
لويس مونتروسي (17 نوفمبر 1988 بمانشستر في المملكة المتحدة - ) (بالإنجليزية: Lewis Montrose)‏ هو لاعب كرة قدم بريطاني في مركز الوسط. لعب مع أكسفورد يونايتد وستوكبورت كونتي ونادي غيلينغهام ونادي يورك سيتي وويغان أتلتيك ونادي تشيلتنهام تاون لكرة القدم ونادي تشيسترفيلد ونادي روتشديل وويكمب وندررز.

## وصلات خارجية
- لويس مونتروسي على موقع قاعدة بيانات كرة القدم.إي يو (الإنجليزية)
- لويس مونتروسي على موقع Soccerbase.com (لاعب) (الإنجليزية)
- لويس مونتروسي على موقع Soccerway.com (الإنجليزية)